# Ex contradictione sequitur quod libet
Ex contradictione sequitur quod libet of ook wel korter Ex contradictione quodlibet (hierna: ECL) is een term uit de logica. In de moderne vakliteratuur wordt ECL vaak aangeduid met het principe van explosie.
De uitdrukking betekent: uit een contradictie volgt om het even wat. En hij is bedoeld om de onzinnigheid van contradicties aan te tonen: Wanneer om het even wat geldt, dan geldt niets bepaalds en kun je dus nergens betekenis aan geven.
ECL werd in de 12e eeuw voor het eerst bewezen. Dit werd geaccepteerd door Scotus, maar in de 15e eeuw aangevochten door een Keulse school. In de 19e eeuw werd het algemeen geaccepteerd door toonaangevende logici zoals Boole en Frege, grondleggers van de propositielogica en predicatenlogica. Op die manier werd het een uitgangspunt in de klassieke logica.  Het veranderde in de 20e eeuw van absoluut bewijs tot een menselijke constructie. En werd vervolgens door tegenvoorbeelden opnieuw onderwerp van discussie.

## Terminologie
Een contradictie bestaat uit een bewering 'A' en de ontkenning '¬A' ervan. Als 'A' en '¬A' beide voor waar worden gehouden is de contradictie : 'A & ¬A' geldig.
ECL wordt vaak geschreven als: 'A & ¬A → B', waarbij 'B' om het even welke bewering is. Vaak wordt ex falso sequitur quod libet (uit het ongerijmde volgt om het even wat) als equivalent van ECL gebruikt. In symbolen wordt dit aangeduid als: '¬A → (A → B)'. Om tot iets ongerijmds te komen is in de regel een tegenspraak nodig.

## Historie van ECL
Aristoteles stelde al dat contradicties niet geldig zijn. Hij voerde daar een aantal argumenten voor aan, maar daar behoorde ECL niet bij.
De eerste, voor zover bekend, die een bewijs van ECL naar voren heeft gebracht is Willem van Soissons. Hij leefde in de 12e eeuw in Parijs. Dit bewijs is door C.I. Lewis geherformuleerd
1. A &¬ A → A
2. A → A∨B
3. A &¬ A → A∨B
4. A &¬ A → ¬A
5. A &¬ A → (A∨B) &¬A
6. (A∨B) &¬A → B
7. A &¬ A → B

Deze bewijsvoering werd overigens al in de 15e eeuw bestreden door een school van logici in Keulen. Zij richtten hun kritiek op het gebruik van het disjunctief syllogisme (regel 6 hierboven).
In de 19e eeuw werd ECL vrij algemeen geaccepteerd in de propositie- en predicaatlogica.
Een nieuw probleem met de bewijsvoering van ECL ontstond doordat de Nederlandse wiskundige L.E.J. Brouwer bepleitte dat het principe van de uitgesloten derde niet geldig was. Toch wilde Brouwer vasthouden aan het principe van non-contradictie. Zijn leerling Arend Heyting construeerde een axiomatisch systeem met enkele axioma's waaruit het ECL volgde:
(A → B) & (A → ¬B) → ¬A
¬A → (A → B)
Opvallend is dat Heyting het bewijs van ECL niet afleidt uit andere axioma's, zoals Willem van Soissons deed, maar dat hij het zelf construeert. In plaats van een absoluut gegeven lijkt het nu eerder een menselijke keuze te zijn geworden.
Een andere manier om ECL te verwerpen is een tegenvoorbeeld te presenteren, waaruit blijkt dat er contradicties bestaan waaruit ECL niet volgt. Immers, ECL heeft de pretentie op alle contradicties van toepassing te zijn. Graham Priest heeft enkele voorbeelden gepresenteerd, waaronder:
1. Wanneer iemand een kamer uitloopt komt er een moment waarop je gelijktijdig kunt zeggen: 'Hij is in de kamer' en  'Hij is uit de kamer'.
2. De leugenaarsparadox.

Vanwege deze tegenvoorbeelden kun je volgens Priest niet de algemene geldigheid van ECL concluderen.

## Weerlegging bewijs van Soissons/Lewis
Als ECL ongeldig zou zijn zal het bewijs van Soissons/Lewis ontkracht moeten kunnen worden. Dit kan door het bewijs vanaf regel 6 meer uit te schrijven
1. A &¬ A → (A∨B) &¬A
2. A &¬ A → (A&¬A) ∨ (B &¬A)
Nu moet (A&¬A) volgens het disjunctief syllogisme als ongeldig komen te vervallen om (B &¬A) en dus B over te houden:
3. A &¬ A → B &¬A
4. A &¬ A → B

Dat wil zeggen dat ECL hier afhankelijk is van de ongeldigheid van de contradictie (A&¬A). Maar als (A&¬A) niet als ongeldig wordt gezien wordt ook ECL niet bewezen. Terwijl ECL nu juist de ongeldigheid van (A&¬A) zou moeten aantonen. ECL is dan alleen geldig wanneer er een andere reden dan ECL bestaat om contradicties te verwerpen.